# Белендорфф, Ганс
Ганс Белендорфф (нем. August Wilhelm Emil Hans Behlendorff; 13 августа 1889 — 16 марта 1961) — германский военачальник, генерал артиллерии (1941), участник Первой и Второй мировых войн. Кавалер Рыцарского креста Железного креста (1941).

## Биография
Поступил на службу в прусскую армию общегерманских войск в 1908 году кадетом, с 1910 году — лейтенант. Участвовал в Первой мировой войне, 25 февраля 1915 года получил звание обер-лейтенанта. С лета 1915 года командовал артиллерийской батареей. Награждён Железным крестом обоих классов, а также орденом Дома Гогенцоллернов с мечами. Летом 1916 года был ранен и вернулся на фронт только осенью 1916 года. С весны 1917 года состоял адъютантом штаба, 20 мая 1917 года получил звание капитана. 
После поражения — в рейхсвере. С 1929 года — майор, с 1932 года — подполковник, с 1934 года — полковник. 4 февраля 1938 года назначен командующим 31-го артиллерийского командования (Арко 31), 1 марта 1938 года получил звание генерал-майора. Летом 1939 года назначен командиром 34-й пехотной дивизии, в начале Второй мировой войны занимал позиции на Западном фронте, 1 февраля 1940 года ему получил звание генерал-лейтенанта. В первый же день Французской кампании был тяжело ранен и оставил командование почти на полгода. 
Вернулся к командованию 34-й пехотной дивизией 1 ноября 1940 года. В войне против СССР в составе XII армейского корпуса участвовал в Белостокско-Минском и Смоленском сражениях, затем в наступлении на Москву. 11 октября 1941 года награждён Рыцарским крестом Железного креста. В начале декабря 1941 года оставил командование и переведен в резерв фюрера. 
В середине декабря 1941 года назначен командующим LX особым командованием в Северной Франции, 17 декабря 1941 года получил звание генерала артиллерии, в конце мая 1942 года его командование было переименовано в LXXXIV армейский корпус. 1 апреля 1943 года подал в отставку и переведен в резерв фюрера. 31 декабря 1944 года окончательно уволен с действительной службы. 